# Haus am Horn

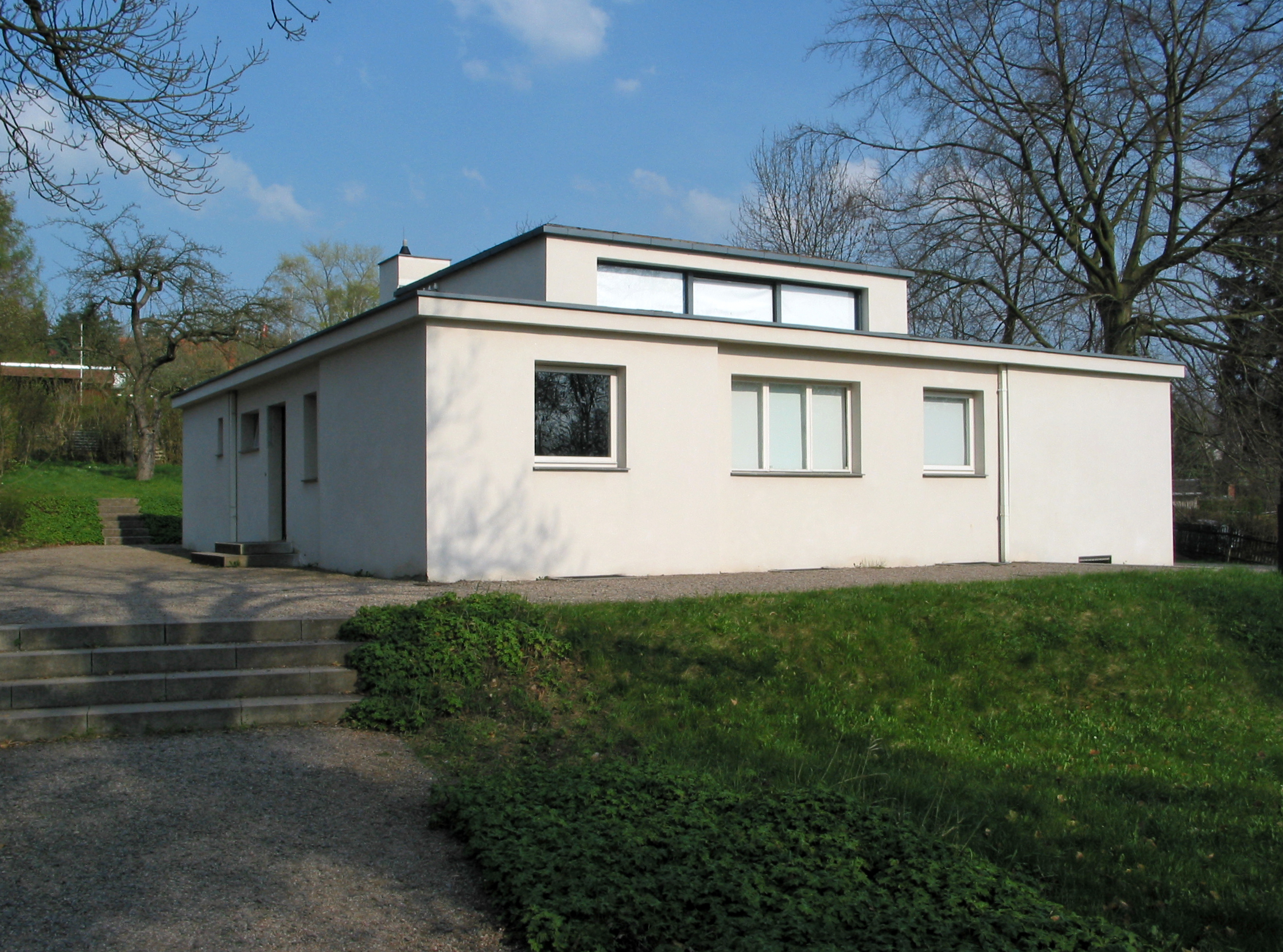
Haus am Horn vanuit het westen

Het Haus am Horn is een in Weimar opgericht modelhuis van het Bauhaus. Aanleiding tot de bouw van dit huis was de eerste Bauhaus-tentoonstelling van 15 augustus tot 30 september 1923. In 1922, vier jaar na het einde van de oorlog en drie jaar na de officiële oprichting van het Bauhaus wilde het Landesparlement de eerste resultaten van de nieuwe hogeschool zien. Het Bauhaus zelf vond dit tijdpunt te vroeg om al iets meer dan de contouren van het nieuwe en eigenwijze pedagogische systeem te tonen. Toch concentreerde Walter Gropius zijn krachten op de oprichting van een eerste tentoonstelling.
Het huis werd ontworpen onder de leiding van Georg Muche, de praktische omzetting van het ontwerp verzorgden Walter March en het  architectenbureau van Walter Gropius. De uitwerking was een gemeenschapswerk van alle werkplekken van het Bauhaus.
De verantwoordelijke bouwheer van het modelhuis was Gropius zelf, de bouwuitvoering werd overgenomen door de Soziale Bauhütte Weimar, de bouwtijd bedroeg vier maanden. Het werd gefinancierd door de industrieel Adolf Sommerfeld, voor wie Gropius een huis in Berlijn-Dahlem ontworpen had. De stad Weimar zelf stelde geen geld beschikbaar.
Sinds 2017 behoort het Haus am Horn (samen met andere Bauhaus-sites in Weimar en Dessau) tot het Unesco-Werelderfgoed Bauhaus en zijn sites in Weimar, Dessau en Bernau.

## Indeling
Het gebouw bestaat uit verschillende kamers (slaapkamer, badkamer, keuken enz.) rondom een centrale woonruimte. Deze ruimte steekt uit boven de omliggende kamers en heeft hoog aangebrachte ramen waardoor natuurlijk licht binnenvalt.